# × Cupressocyparis leylandii
Il cipresso di Leyland (× Cupressocyparis leylandii (Dallim. & A.B. Jacks.) Dallim.)) è una pianta sempreverde della famiglia Cupressaceae, originaria del Nord America ma ampiamente diffusa, come pianta ornamentale, nel bacino del Mediterraneo. Si tratta di un ibrido intergenerico fra Cupressus macrocarpa e Callitropsis nootkatensis creato per motivi ornamentali dal momento che la sua morfologia caratteristica, la sua capacità di crescita molto rapida, la sua densità, altezza e colore lo rendono adatto ad un uso di siepe o di schermatura.

## Descrizione
È una conifera monoica, sempreverde, che raggiunge i 25 m di altezza, ma negli esemplari più vecchi può arrivare anche a 35 m. Fiorisce e fruttifica poco e raramente.
Portamento

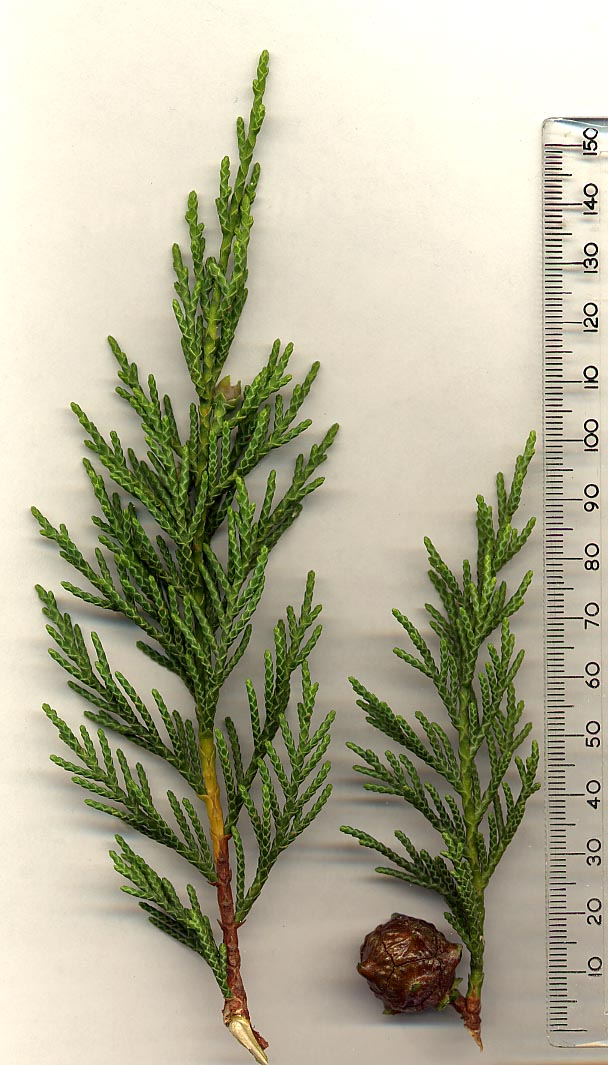
Foglie e strobilo

La sua chioma è molto caratteristica e per motivi ornamentali si sono fatte selezioni mirate ad accentuare questa sua prerogativa trovando così oggi esemplari con la chioma verde intenso tendente al blu, altri con forma fortemente raddensata. 
Corteccia
Possiede una corteccia di colore marrone grigio-bruno con lunghe fessurazioni.
Foglie
Le foglie, caratteristiche di tutti i tipi di cipresso, sono molto fitte, di colore verde scuro, molto piccole, lunghe circa 1 mm e appressate al rametto, dando una forma detta squamiforme, donano alla pianta un portamento compatto, folto e regolare.

## Ecologia
È un incrocio molto robusto e tollerante ottenuto casualmente intorno al 1880 per una ibridazione tra Cupressus macrocarpa e Callitropsis nootkatensis; questa interspecie fu poi propagata per scopi ornamentali inizialmente in Galles nel 1925; ben 5 dei primi 6 esemplari noti, sono ancora in vita.
Si tratta di un albero che riesce a sopportare livelli di inquinamento come pure aria salmastra con alto grado salino. Anche se può crescere oltre 25-35 metri in altezza non ha un apparato radicale molto profondo e per questo non è pianta adatta a resistere a lunghi periodi di siccità ed in queste zone troppo calde per il suo adattamento potrebbe ammalarsi del cancro tipico delle conifere (Seridium cardinale); al contrario in zone troppo nevose come l'alta montagna potrebbe essere soggetto a rottura di rami se non viene potato in forme consone a sopportare il peso della neve per lunghi periodi.

## Tassonomia
Varietà e cultivar:

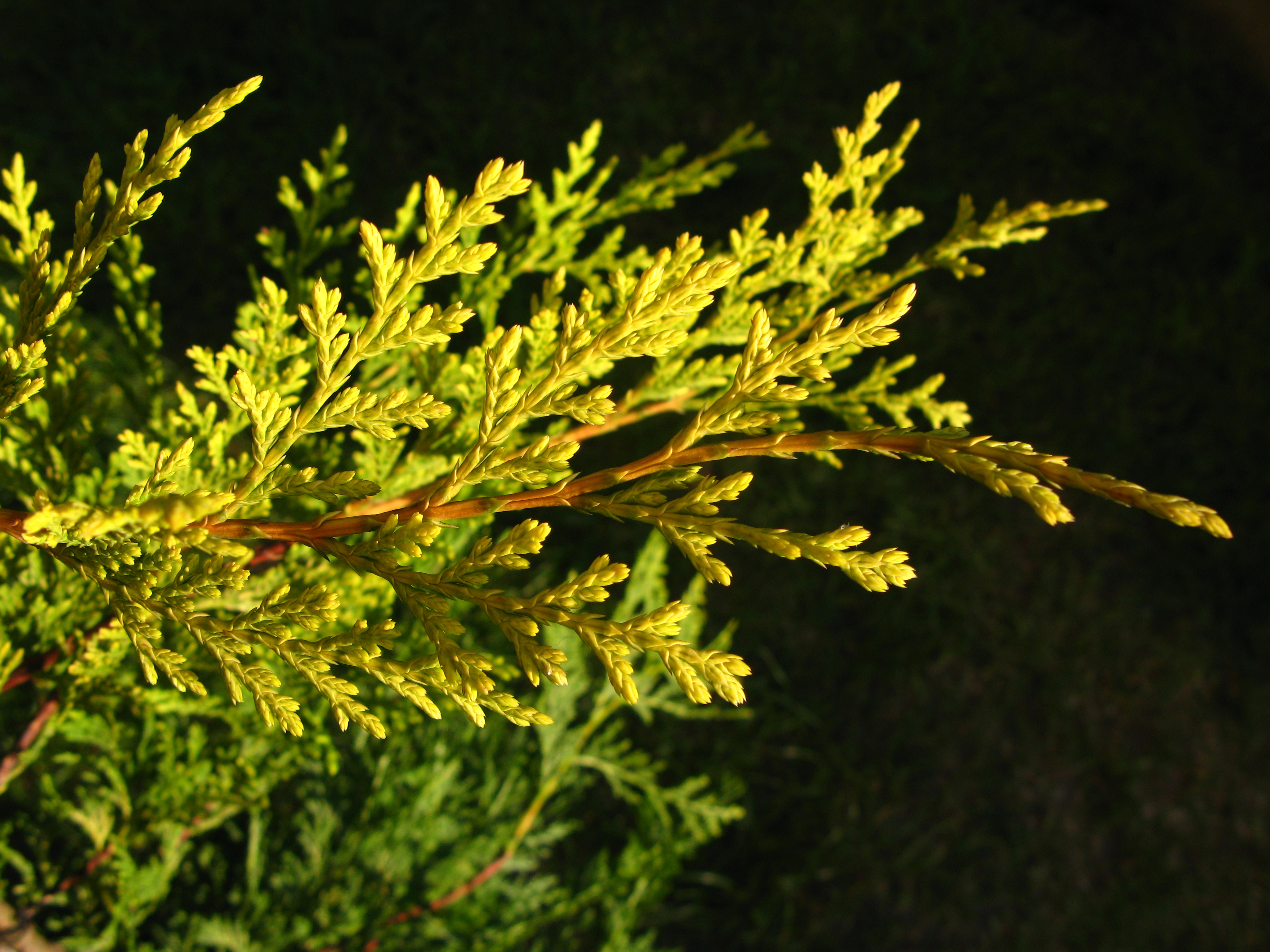
× C. leylandii Castlewellan Gold

- × Cupressocyparis leylandii Blu jeans, caratteristica tonalità tendente al blu
- × Cupressocyparis leylandii Castlewellan Gold, dal giallo brillante al bronzeo, portamento slanciato e compatto
- × Cupressocyparis leylandii Gold Rider, selezione olandese di color giallo oro e dimensioni ridotte
- × Cupressocyparis leylandii 2001, conica e molto compatta, senza sfrangiature fuori squadra
- × Cupressocyparis leylandii Variegatus, mutazione variegata di chiazze color crema

## Usi
Il suo legno molto duro è utilizzato per la costruzione di mobili in quanto il suo odore aromatico lo preserva dalle tarme.

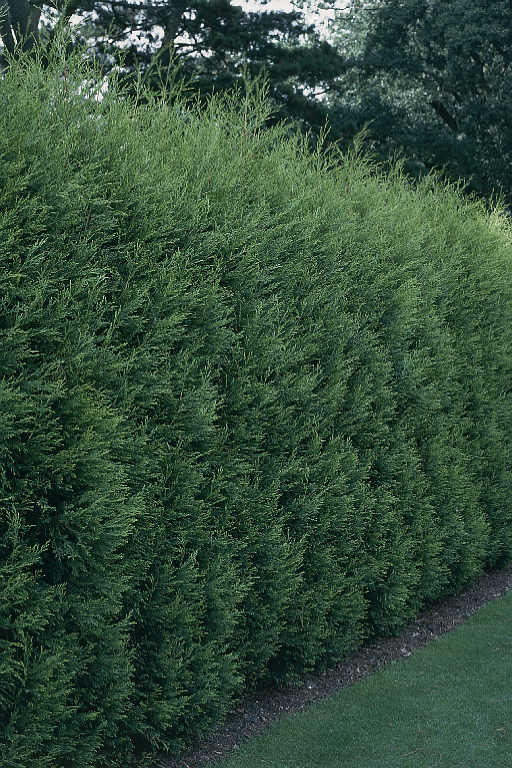
Una siepe di cipressi di Leyland di 2 m al naturale senza potatura

È molto diffusa la sua coltivazione come pianta ornamentale. È comunemente utilizzato anche come frangivento e comunemente come siepe. Solitamente il cipresso di Leyland viene piantato come siepe ad una distanza di 60 cm tra ogni pianta e viene potato per mantenere la forma ed altezza voluta, resiste bene alle potature in ogni stagione anche se è preferibile procedere a novembre ed a marzo. Resiste ad intensi caldi come pure a gelate sino a circa -15/-20 C, cosa che lo rende adatto a vivere in tutta la zona del nord Italia. Data la sua vigorosissima crescita va regolato scrupolosamente in altezza poiché può crescere normalmente 1 m/anno, ma in condizioni ideali anche di 2 m/anno. Non è insolito ritrovarlo tagliato a forma svasata di parallelepipedo per permettere alla neve di scivolare lungo i bordi, ma data la sua struttura densa a foglie molto piccole è adatto ad essere scolpito in qualunque foggia. Come schermatura viene utilizzato tra i 5 ed i 15 metri, che raggiunge con facilità costruendo un vero muro verde impenetrabile dalla luce. Molti esperti del settore preferiscono evitare questo tipo di pianta da siepe proprio a causa della velocità di crescita, probabilmente è la pianta da siepe a crescita più veloce in assoluto, necessita di potature 2 volte l'anno.
Per molti anni fu il campione di vendite tra le piante acquistate in tutta la Gran Bretagna, fino a raggiungere il 10% del mercato del settore. La sua diffusione fu tale che in Inghilterra nacquero moltissime liti di vicinato motivate dall'ombra che poteva proiettare a causa del suo fogliame impenetrabile, fino ad arrivare nel 2001 quando fu commesso un omicidio per la disputa su un cipresso di Leyland troppo cresciuto tra due vicini di casa. Nel 2005 e 2008 le autorità inglesi si presero carico per legge di costringere i proprietari a potare tutti i cipressi di Leyland troppo alti ed ombreggianti sulle proprietà altrui.